# Khaleda Zia
Khaleda Zia, nata Majumder (in bengalese খালেদা জিয়া; Dinajpur, 15 agosto 1945) è una politica bangladese.

## Biografia
Sposata dal 1959 con Ziaur Rahman, Presidente del Bangladesh ucciso nel 1981, ha assunto il ruolo di leader del Partito Nazionalista del Bangladesh proprio dopo la morte del marito, nel maggio 1981, ruolo che conserva tuttora.
Dal marzo 1991 al marzo 1996 e nuovamente dall'ottobre 2001 all'ottobre 2006 è stata Primo ministro del Bangladesh.
Nel 1991, quando è entrata in carica come capo del Governo, è stata la prima donna del Paese a ricoprire questo incarico e la seconda nel mondo islamico democratico dopo Benazir Bhutto (Pakistan), eletta nel 1988.
Dal giugno 1996 al luglio 2001 e poi dal dicembre 2008 al gennaio 2014 ha invece ricoperto il ruolo di capo dell'opposizione.
Nel 2004 e nel 2005 è stata inserita nella lista delle 100 donne più potenti del mondo secondo Forbes rispettivamente alla 14ª e alla 29ª posizione.
Da tempo malata di artrite reumatoide, si è aggravata nel 2018, dovendo pertanto utilizzare una sedia a rotelle.